# Hugh Algernon Weddell
Hugh Algernon Weddell (Painswick, 22 giugno 1819 – Poitiers, 22 luglio 1877) è stato un botanico e medico britannico naturalizzato francese, specializzato nella flora del Sudamerica.

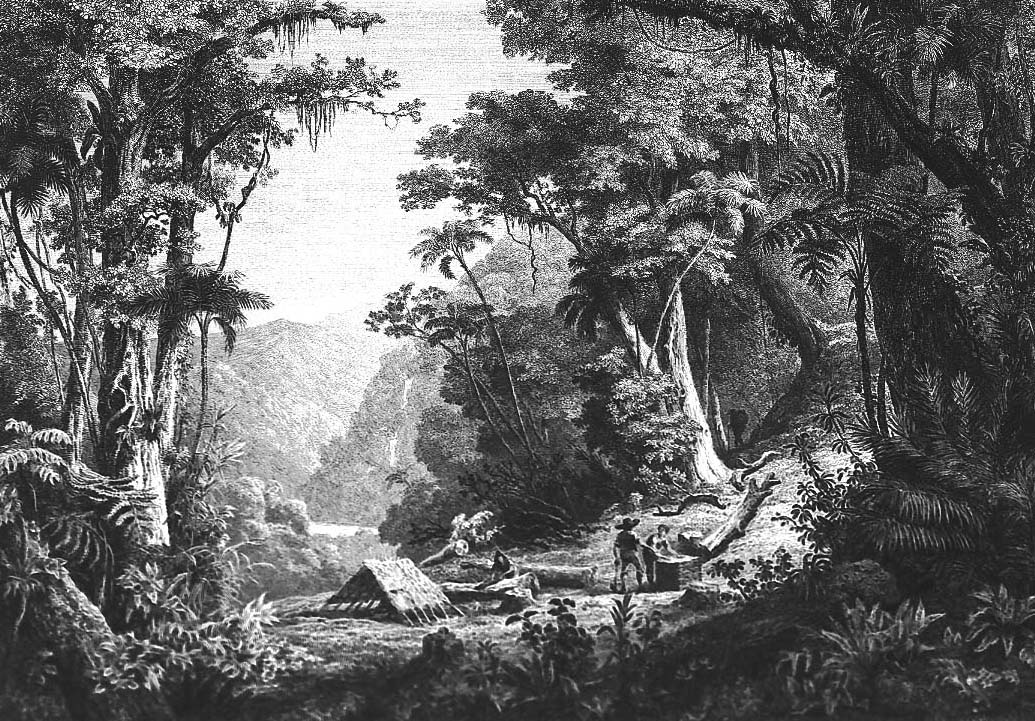
Vallée de San Juan del Oro
Histoire Naturelle des quinquinas
J. Denis/Hugh Algernon Weddell

Nacque a Birches House, presso la cittadina di Painswick, vicino a Gloucester, ma la sua educazione si svolse in Francia, dove frequentò il Lycée Henri-IV e si laureò in medicina nel 1841. Studiò anche botanica e divenne un membro rispettato della comunità botanica francese. Accompagnò in numerose spedizioni botaniche Adrien-Henri de Jussieu (1797-1853) e collaborò con Ernest Cosson (1819-1889) e Jacques Germain de Saint-Pierre (1815-1882) nella stesura del Atlas de la flore des environs de Paris (edizione 1845).
Nel 1843 fu invitato ad unirsi alla spedizione di Francis de Laporte de Castelnau, diretta alla volta del Sudamerica. Ivi condusse esplorazioni e raccolse campioni per cinque anni.
Nel maggio 1845 Weddell lasciò la spedizione, che al tempo si trovava in Paraguay, e intraprese un viaggio solitario in Perù e Bolivia. Già prima di lasciare Parigi il Museo nazionale di storia naturale di Francia lo aveva infatti incaricato di studiare con particolare attenzione le piante arboree del genere Cinchona, le cui virtù terapeutiche erano già note anche in Europa. Si trattava della fonte del chinino, commercialmente molto importante, che all'epoca ci si proponeva di coltivare anche in regioni diverse dalle montagne andine in cui crescevano spontaneamente. Weddell esplorò diverse aree in cui erano distribuite le 19 specie che identificò. I semi che riportò con sé dal viaggio furono fatti germinare nel Jardin des Plantes e le piante ottenute furono utilizzate per introdurre le specie nelle foreste di Giava ed altri luoghi delle Indie Orientali infestate dalla malaria.
Nel 1847 prese in moglie Juana Bolognesi, un abitante di Arequipa. Nel marzo 1848, lasciando la moglie in Sudamerica, ritornò a Parigi, dove assunse la posizione di assistente presso il Museo nazionale di storia naturale. La mantenne fino al 1853, quando ritornò in Francia da un secondo viaggio in Sudamerica intrapreso nel 1851.
Morì il 22 luglio 1877 a Poitiers, dove accudiva il padre.
Il suo nome compare in diverse specie di piante e animali sudamericani, come l'Aratinga weddellii ("parrocchetto testascura").
L'abbreviazione Wedd., posta spesso a seguire le indicazioni di nomenclatura binomiale nei cataloghi di specie, identifica il cognome di questo botanico, secondo la Lista delle abbreviazioni standard degli autori botanici.

## Opere
- Histoire naturelle des Quinquinas (1849) - monografia sulle piante arboree del genere Cinchona
- Additions à la flore de l'Amérique du Sud (1850) - cronaca del primo viaggio in Sudamerica
- Voyage dans la Nord de la Bolivie (1853) - cronaca del secondo viaggio in Sudamerica
- Chloris andina: essai d'une flore de la region alpine des Cordillères de l'Amérique du Sud (due volumi) (1855-1861) - costituisce la sesta parte dell'opera di Francis de Laporte de Castelnau dal titolo Expédition dans les parties centrals de l'Amérique du Sud  (1850-1859).